# 로리 리드
로리 리드(Rory Read, 본명: 로리 P. 리드, Rory P. Read)는 미국의 기업 임원이다. 2020년 7월 1일에 보니지의 CEO로 취임했다. 이전에는 델의 EVP 최고 운영 책임자이자 버츄스트림(Virtustream)의 사장 겸 CEO를 역임했다. 이전에 델의 최고 통합 책임자였으며 델과 EMC의 통합 계획을 담당했다. 2011년 8월부터 2014년 10월까지 그는 AMD의 사장 겸 CEO를 역임했다. 또, IBM과 레노버에서 근무했다.

## 교육
하트윅 칼리지에서 정보 시스템 학사 학위를 우등으로 졸업했다.

## 경력

### IBM
리드는 IBM에서 23년 동안 다양한 글로벌 리더십 역할을 맡았다. IBM의 아시아 태평양 지역에서 아시아 태평양 지역 비즈니스 혁신 서비스 총괄 책임자로 근무했다. IBM 비즈니스 컨설팅 서비스 산업 부문의 관리 파트너인 리드는 총 마진을 크게 개선하고 신규 고객 확보를 촉진하며 두 자리 수의 매출 성장과 운영 수익성을 창출하는 전환을 통해 부서를 이끌었다. 회사 전체에서 10억 달러 이상의 비용 절감과 210억 달러 이상의 매출을 달성한 IBM eBusiness Transformation의 부사장이었다.

### 레노버
리드는 레노버 그룹의 사장 겸 최고 운영 책임자(COO)를 역임했다. 리드가 레노버에서 5년 동안 재직하는 동안 그는 160개국 이상을 포괄하는 160억 달러 규모의 글로벌 기업 전체에서 성장, 실행, 수익성 및 성과를 주도하는 일을 담당했다. 리드가 떠날 당시 레노버는 7분기 연속 세계에서 가장 빠르게 성장하는 PC 제조업체이자 세계에서 세 번째로 큰 글로벌 PC 제조업체가 되었다.

### AMD
리드는 AMD의 전 CEO이자 사장으로 더크 메이어의 뒤를 이었다. 2011년 8월 사장 겸 CEO로 임명된 리드는 회사 이사회에서 활동했다. 로리의 뒤를 이어 리사 수가 뒤를 이었다.
AMD에서 리드는 PC 시장에서 매출의 약 95%를 창출하는 회사를 물려받았다. 리드는 포트폴리오를 다각화하여 5개의 새로운 고성장 시장에서 50%의 수익을 창출하고 20억 달러 이상의 신규 사업을 구축했다. 리드에서 AMD는 AMD 부채를 구조 조정하고 대차대조표를 강화하며 비GAAP 수익성으로 복귀하는 동시에 비용을 30% 이상 절감(주로 직원 해고로 인해)했다. 재임 기간 동안 양손잡이용 X86/ARM 아키텍처를 구현하고 새로운 게임 콘솔에 AMD GPU 또는 APU를 깔끔하게 구현하는 일을 담당했다(닌텐도는 예외).
리드는 AMD의 경영 고문으로도 활동했다.

### 델 / 버츄스트림
리드는 델의 최고 운영 책임자(COO)이자 델 자회사인 버츄스트림의 사장 겸 CEO를 역임했다. 리드는 이전에 델의 최고 통합 책임자였으며 델과 EMC의 통합 계획을 담당했다. 제안된 인수 계획을 관리하는 다기능 팀을 이끌었다. 이전에는 델의 COO(최고 운영 책임자) 겸 전 세계 상업 영업 부문 사장을 역임했다. 델의 글로벌 시장 진출 이니셔티브, 옴니채널 판매 계획 및 지원을 담당했다.

### 보니지
2020년 6월 8일 리드는 비즈니스 클라우드 통신 제공업체인 보니지의 차기 CEO로 임명되었다. 2020년 7월 1일에 역할을 맡았다.